# Jasmine Sinclair
Jasmine Sinclair (10 de octubre de 1982) es una modelo de glamour inglesa.
Ha formado parte de gran cantidad de publicaciones que incluyen a los periódicos The Sun, News of the World y The Daily Sport y las revistas Playboy, Toni and Guy, Loaded, Nuts, Zoo y Maxpower.
En 2006 se convirtió en la CyberGirl de Playboy UK.